# Sven Låftman
Sven Låftman (Filipstad, 16 dicembre 1887 – Stoccolma, 5 luglio 1977) è stato un velocista, lunghista, astista e dirigente sportivo svedese.

## Biografia
Nel 1907 conquistò il record svedese nel salto in lungo con un salto della lunghezza di 6,59 m, andando a superare di 17 cm il precedente record detenuto da Hjalmar Mellander dal 1904.
Campione svedese nei 400 metri piani nel 1908, lo stesso anno partecipò ai Giochi olimpici di Londra, dove però non ottenne grandi risultati, in quanto non raggiunse la finale né nei 200 metri piani né nei 400 metri piani né nella staffetta olimpionica.
Dal 1917 al 1919 fu presidente della Federazione svedese di atletica leggera.

## Record nazionali
- 400 metri piani: 50"3 (1908)
- Salto in lungo: 6,59 m (1907)

## Palmarès
| Anno | Manifestazione  | Sede   | Evento                | Risultato     | Prestazione | Note |
| ---- | --------------- | ------ | --------------------- | ------------- | ----------- | ---- |
| 1908 | Giochi olimpici | Londra | 200 metri             | elim. qualif. | 23"8        |      |
| 1908 | Giochi olimpici | Londra | 400 metri             | elim. qualif. | n/d         |      |
| 1908 | Giochi olimpici | Londra | Staffetta olimpionica | elim. qualif. | 3'33"0      |      |

## Campionati nazionali
1 volta campione svedese nei 400 metri piani
1907
- Argento ai campionati svedesi di atletica leggera, salto con l'asta
- Argento ai campionati svedesi di atletica leggera, staffetta 4×100 metri

1908
- Bronzo ai campionati svedesi di atletica leggera, 100 metri piani
- Bronzo ai campionati svedesi di atletica leggera, 200 metri piani
- Oro ai campionati svedesi di atletica leggera, 400 metri piani